# Magyarország a második világháborúban
A két világháború közötti Magyarország fő célkitűzése az 1920-as trianoni békeszerződés revíziója és a külpolitikai elszigeteltségből való kitörés volt, ennek érdekében olasz, majd német segítséget remélt. A fenti politika 1938–1941 között jelentős területgyarapodással járt (bécsi döntések, Kárpátalja visszacsatolása, a délvidéki bevonulás), azonban Magyarország szembe került a szövetséges hatalmakkal. A magyar vezetés a fegyveres semlegesség kudarca után a háborús részvétel minimalizálására törekedett, de a Magyar 2. hadsereg keleti fronton elszenvedett veszteségei után 1944-1945-ben Magyarország lényegében a szovjet és német erők ütközőzónájává vált, végül totális háborús vereséget szenvedett. Az 1947-es párizsi békeszerződés nyomán Magyarország a trianoni békeszerződésben meghatározott és kijelölt területénél is kisebb területtel fejezte be a háborút. A második világháború további következményeként az ország 1990-ig, a szovjet hadsereg kivonulásáig szovjet fennhatóság alatt maradt.

## Előzmények

### Közvetett

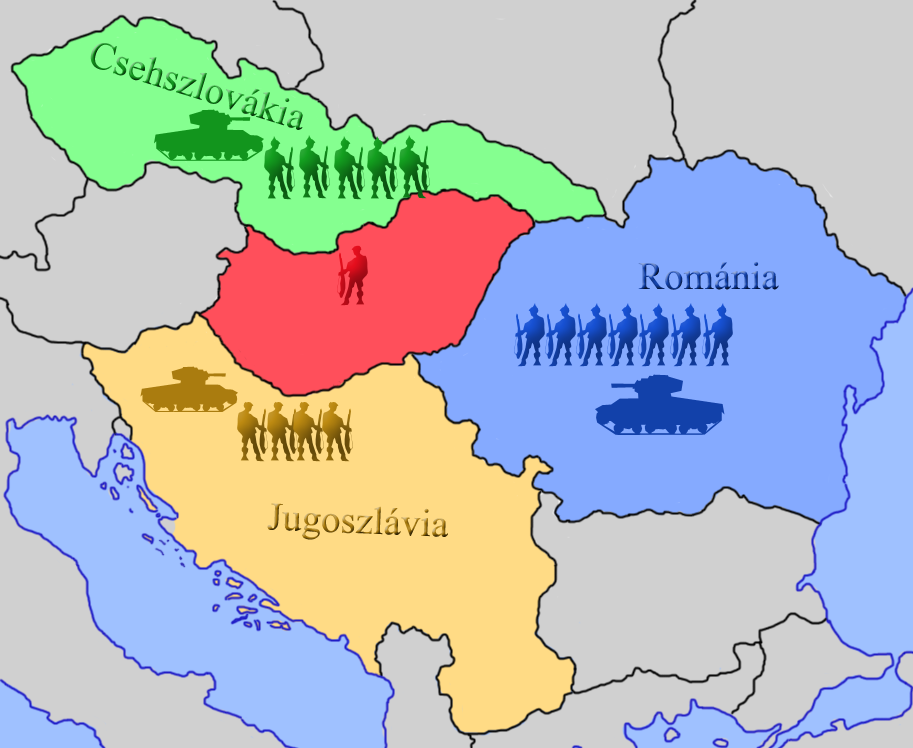
Magyarország és a kisantant haderőinek mérete és felszereltsége az 1920-as években

Az első világháború óriási emberveszteségein túl 1918–1919-ben Magyarország csaknem teljes területét megszállták. A Párizs környéki békeszerződések, közöttük a Magyar Királyság számára súlyos feltételeket megfogalmazó és területei kétharmadának elvesztésével járó trianoni békeszerződés hosszútávon a második világháború kitöréséhez vezettek. Az első világháború következményeként Magyarország nemzetközileg elszigetelődött, négy szomszédja közül egyedül Ausztriával nem voltak nagyobb ellentétei. A háborút követően Csehszlovákia, Jugoszlávia és a Román Királyság részvételével megalakult a kisantant, amelynek legfőbb célja a Párizs környéki békék rendszerének fenntartása volt. Mivel a kisantant államai francia orientációjúak voltak, Magyarország az 1920-as évek végétől olasz segítséggel, 1933 után fokozatosan a Németországhoz való közeledéssel tartotta megvalósíthatónak a határrevíziót.

### Közvetlen
Habár Magyarország külpolitikáját a fegyveres semlegesség jellemezte, a területrevíziók prioritása és geopolitikai körülmények elkerülhetetlenné tették a magyar hadba lépést. A magyar haderőnek az 1920-as évek gazdasági nehézségei, de legfőképp a trianoni békeszerződés katonai rendelkezései miatt kevesebb kiképzett tartalék, felszerelés és hadiipari háttér állt rendelkezésére, mint a szomszédos kisantant országoknak, köztük az 1940-től Németország felé orientálódó Romániának. Jóllehet az 1938-as bledi egyezmény lehetővé tette Magyarország újbóli fegyverkezését, az az idő rövidsége és a magyar katonapolitika - mely az (egykori) kisantant országokkal és nem a Szovjetunióhoz hasonló erejű ellenséggel való konfrontációval számolt - korlátozott lehetőségei miatt csak részben valósult meg.
Imrédy Béla németbarát politikája nem volt ínyére a magyar vezetői elitnek, ezért lemondatták. Horthy Miklós újra Teleki Pált nevezte ki miniszterelnöknek (1939. február 16. – 1941. április 3.). Teleki arra törekedett, hogy a lehető legnagyobb mértékben fenntartsa a magyar politizálás lehetőségét. 1939 februárjában Magyarország belépett a német-japán szövetségbe, az Antikomintern paktumba, márciusban önerőből megszállta Kárpátalját, áprilisban pedig kilépett a Népszövetségből.

## A háború első évei

### A háború előtti magyar belpolitika
A Horthy-rendszer az 1920-as évek elején politikailag konszolidálódott, ugyanakkor az 1930-as éveket Gömbös Gyula miniszterelnökségétől kezdve a belpolitikai élet jobbratolódása jellemezte. A hatalmi viszonyokat a mindenkori kormánypárt határozta meg, melynek erős, ám heterogén szélsőjobboldali ellenzéke volt. A különféle korporativista, a korabeli német és olasz berendezkedést másoló vagy adaptáló irányzatok – melyeket szélsőjobboldali gyűjtőnéven illetnek, jóllehet több képviselőjük kívül helyezte magát a politikai spektrumon – a Horthy-korszak társadalmi viszonyait kritizálták és több kísérletet tettek tömegpártok szervezésére. Imrédy Béla 1938 szeptemberében megtartott beszédében kijelentette, hogy „forradalmat csinálunk, de csodás forradalmat”.
Teleki Pál miniszterelnök bármennyire is akart, nem tudott nagyon letérni a Gömbös Gyula és Imrédy Béla által kijelölt útról, emellett a német befolyás is erősödött. A kormánypártot februárban átnevezték, Magyar Élet Pártja lett a neve. Májusban lezajlott a két világháború közötti korszak utolsó parlamenti választása, amelyen a kormánypárt győzött, ugyanakkor a nemzetiszocialista nyilasok is jól szerepeltek.

### Magyar–szlovák kis háború
A magyar–szlovák kis háború 1939. március 23-tól április 4-ig tartott. Az összecsapás oka az első bécsi döntéssel szembeni elégedetlenség volt. Maga a szlovák vezetés és a szélsőséges Hlinka-gárda nem csupán az első bécsi döntés eltörlését akarta, hanem a trianoni Magyarország északi területeire is igényt tartottak. A magyar erők a Felvidék keleti részén a Magyarországhoz visszakerült Kárpátalja és a Szlovákia között húzódó határ nyugatabbra tolása végett indítottak támadást.
A regionális konfliktus felkészületlenül érte a Jozef Tiso vezette szlovák államot. A szárazföldi hadműveletek és a levegőben is zajló összecsapások a magyar honvédség taktikai győzelmével záródtak, a harcok eredményeképp a Magyar Királysághoz visszakerült egy kisebb felvidéki területsáv (1,697 km², 69,930 lakossal).

### A világháború kezdete
Magyarország még német kérésre sem volt hajlandó csatlakozni Lengyelország lerohanásához. A Harmadik Birodalom Lengyelország megtámadásához fel kívánta használni a kassai vasútvonalat. Teleki Pál egyértelmű válasza (a sok száz éves lengyel-magyar barátságnak megfelelően) így szólt: „Magyarország részéről nemzeti becsület kérdése az, hogy ne vegyen részt semmiféle agresszióban Lengyelország ellen (...), ennek folytán semmi körülmények között nem engedhetjük meg német csapatok magyarországi vasútvonalakon történő átszállítását Lengyelországba.” Mondta ezt azok után, hogy a Harmadik Birodalom aktívan támogatta a magyar revíziós törekvéseket, amelyek révén 1938 novemberében visszakerülhetett Magyarországhoz a Felvidék és Kárpátalja zömmel magyarok lakta déli része (első bécsi döntés), majd 1939 márciusában pedig Kárpátalja további része, egészen az ezeréves határokig (és ezzel Magyarország közvetlenül határossá vált Lengyelországgal).
A magyar kormány a lengyel összeomlás után – vállalva a berlini kormány további neheztelését – megnyitotta a kárpátaljai határt több tízezer lengyel polgári és katonai menekült, és nemritkán teljes katonai egységek előtt. A katonákat tisztelettel, tapintattal lefegyverezték és lehetővé tették továbbutazásukat egy harmadik országba, ahol újból bekapcsolódhattak a Németország elleni háborúba. A Magyarországon hosszabb-rövidebb ideig maradó lengyel menekülteknek pedig a magyar hatóságok a lehetőségekhez képest a messzemenőkig biztosították a lehetőségeket, hogy „vendégként” érezzék magukat hazánkban (Magyarország közvetlen német megszállásáig lengyel iskolák és szervezetek működtek hazánkban – később a lengyelek Balatonbogláron szobrot állíttattak Telekinek, valamint Varsóban egy utca viseli a nevét). A fentiek alapján elmondható, hogy a Lengyelország elleni agresszió során Magyarország nyújtotta a legtöbb „kézzel fogható” segítséget Lengyelországnak – annak ellenére, hogy a megtámadott országnak két nagyhatalommal is érvényes szövetségi szerződése volt.
1940. június 28-án a Szovjetunió birtokba vette Besszarábiát és Észak-Bukovinát, ezzel egyidejűleg Dél-Dobrudzsa visszakerült Bulgáriához. Míg a szovjet és bolgár területi követeléseket a románok teljesítették, addig a magyar diplomácia revíziós szándékait elutasították, a magyar-román határ mindkét oldalán katonai felvonulás kezdődött. Román felkérésre, német és olasz határozat alapján 1940. augusztus 30-án megszületett a második bécsi döntés, melynek értelmében Magyarország visszaszerezte a Partium területét, Székelyföldet és Észak-Erdélyt. Az ország lakossága 2,5 millió fővel gyarapodott, ám ez a revízió újabb etnikai gondokat szült - a Partium területén a magyarság az összlakosságnak mindössze 51%-át tette ki. Ezzel Magyarország még jobban elkötelezte magát Németország mellett.
Magyarország belépett a háromhatalmi egyezménybe és hozzájárult ahhoz, hogy német egységek haladhassanak át az ország területén Románia irányába.

### A jugoszláviai helyzet

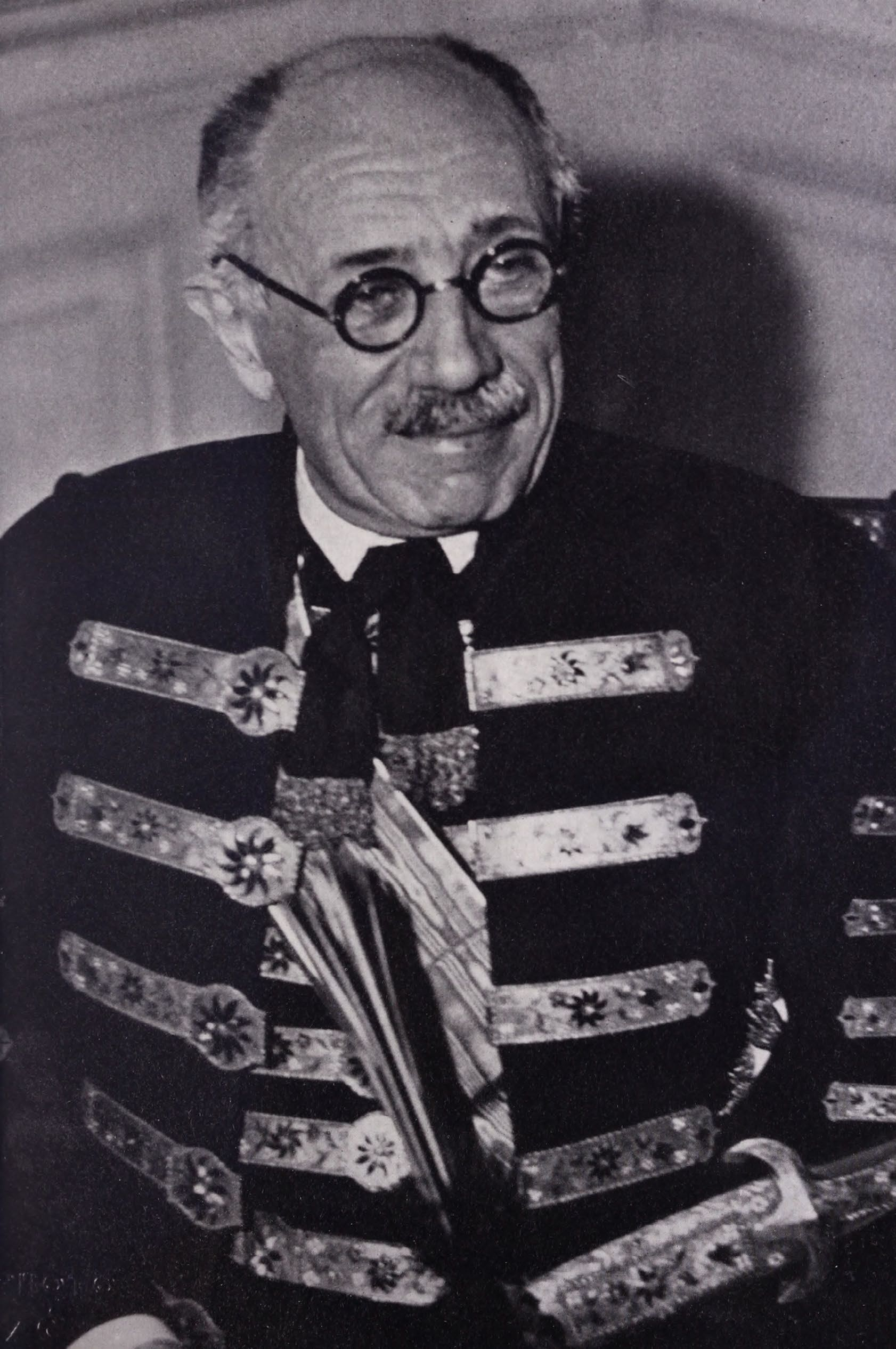
Gróf Teleki Pál (1939)

Bár Magyarország Jugoszlávia esetében sem fogadta el a trianoni határokat, a kapcsolatai viszonylag jók voltak a délszláv állammal. Mihelyt Magyarország szorosabb kapcsolatra lépett Olaszországgal, a kapcsolatok elhidegültek.
Teleki diplomáciai útkeresésének eredményeként 1940. december 12-én Magyarország és Jugoszlávia örök barátsági szerződést kötött egymással. Ez nem csak Jugoszlávia felé irányult - Teleki ezzel a lépéssel kívánta jelezni Angliának, hogy függetleníteni tudja az országot a németektől. Az angol vezetés azonban nem vette komolyan ezt az üzenetet, hiszen tudták, hogy ekkor Jugoszláviában németbarát kormány volt hatalmon.
A helyzet 1941 március 27-én változott, mikor Jugoszláviában egy katonatiszti csoport megdöntötte a németekhez közeledő kormányt. Hitler ezt nem nézte tétlenül - személyesen kérte meg Horthyt a beavatkozásra, cserébe pedig a Délvidéket ígérte. Horthy Miklós hajlott erre a megállapodásra, Teleki azonban az örök barátsági szerződésre és Anglia lehetséges reagálására hivatkozva ellenezte.
Magyarország 1941. április 11-én kezdte meg a Délvidék visszacsatolását, azt követően, hogy Németország április 6-án megtámadta Jugoszláviát, majd április 10-én Horvátország proklamálta önállóságát. Így az akkori magyar politikai elit és a mai történészek egy részének értelmezése szerint Magyarország nem szegte meg az 1940. december 12-én kötött magyar–jugoszláv örök barátsági egyezményt, mivel a támadásra Jugoszlávia megszűnését követően került sor. Tudható volt, hogy Jugoszlávia területeinek megszállása viszont egyértelműen az Egyesült Királyság ellenkezését váltja ki. A kérdés viszont nem volt egyértelmű, Teleki Pál miniszterelnök számára megoldhatatlan dilemmát jelentett, és minden bizonnyal ez vezetett április 3-i öngyilkosságához. A jugoszláv légierő még jóval a magyar csapatok előtt, 1941. április 6-án és 7-én több támadást intézett Pécs, Szeged és más magyar városok ellen. A magyar légvédelem több gépet lelőtt, a Pécset támadó 14 jugoszláv bombázóból csupán 1 tért vissza támaszpontjára.
Az Adolf Hitler által április 12-én aláírt „ideiglenes” felosztási dokumentum szerint a németeken és a magyarokon kívül Olaszország és Bulgária is jugoszláv területekhez jutott. Magyarország előzetes követelése ellenére sem kapta vissza teljes korábbi délvidéki területeit: Magyarországhoz került vissza a Bácska, a Baranyai háromszög, a Muravidék és a Muraköz, a Nyugat-Bánát azonban német ellenőrzés alatt maradt, a Szerémség horvát  fennhatóság alá került.

### Újvidéki vérengzés
A Délvidék visszafoglalása után a szerb csetnikek és partizánok komoly gondot jelentettek a magyar katonai igazgatásnak. 1942 januárjában Újvidéken katonai és csendőri alakulatok razziát tartottak a rejtőzködő ellenállók felkutatására. Ennek eredményeként háromezer körüli elsősorban szerb civilt fogtak el és lőttek agyon, majd a befagyott Duna lékeibe vetették őket. Az ügyet Szombathelyi Ferenc parancsára kivizsgálták és 1943-ban a fő felelősöket a tárgyalás során halálra ítélték. Az ítéleteket azonban nem tudták végrehajtani, mivel az elítéltek megszöktek a hadbíróság elől és Németországba menekültek, majd csak 1944-ben tértek vissza Magyarországra SS-tisztként. A háború után, azonban őket és Szombathelyi Ferencet is kiadták Jugoszláviának, ahol mindannyiukat kivégezték. A partizánok bosszúja egyébként szintén vérengzésbe torkollott és Újvidék után két évvel zajlottak a délvidéki vérengzések, mely során több tízezer ártatlan magyart, németet és szerbet gyilkoltak meg.

## Magyarország hadban áll

### Háborúban a Szovjetunióval
Teleki halála után Horthy új miniszterelnököt nevezett ki Magyarország élére Bárdossy László személyében (1941. április 3. – 1942. március 7.). Bárdossy korábban a második Teleki-kormány külügyminisztere volt, azonban elődjével szemben politikáját a Németországhoz való közeledés jellemezte.
Németország 1941. június 22-én indította el egységeit a Szovjetunió ellen. A hadjárathoz a németek mellett olaszok, románok, finnek és szlovákok is csatlakoztak. Hitler hivatalosan nem tartott igényt a magyar részvételre, azonban a magyar katonai elit nem akart távol maradni a hadműveletektől, hiszen a román és szlovák csapatok háborús szerepe miatt felvetődhetett volna a bécsi döntések hátrányos megváltoztatása. A magyar vezetés azonban talált ürügyeket: 1941. június 26-án felségjelzés nélküli gépek bombázták Kassa városát, előtte pedig Rahónál repülőtámadás érte a Budapestről Kőrösmezőre tartó gyorsvonatot. A kormány ezeket szovjet támadásnak ítélte, ezért Bárdossy június 27-én bejelentette a Magyarország és a Szovjetunió közötti hadiállapotot, majd a frontra küldték a 90 ezer fős Kárpát-csoportot.
A magyar hadvezetés 1941-től kezdve a háborús részvétel minimalizálására törekedett. Korábban Magyarország a délvidéki bevonulás ellenére elkerülte Nagy-Britannia hadüzenetét, majd a Barbarossa hadműveletben csak jelképes erőkkel, az un. gyorshadtesttel vett részt, az 1942-ben a Donhoz kiszállított 2. hadsereg pedig a Magyar Királyi Honvédség egyharmadát tette ki. Ezzel szemben a román vezetés 1941-ben a teljes hadrend felét küldte a keleti frontra; a háború ideje alatt a románok összesen egymillió katona bevetésével felülmúlták a magyar háborús részvételt.

### Kállay hintapolitikája
A túlságosan németbarát politikát folytató Bárdossy már nem felelt meg Horthy elvárásainak, így 1942 márciusában lemondatták. Az új miniszterelnök Kállay Miklós lett (1942. március 9. – 1944. március 22.), akinek elsődleges célja volt, hogy Magyarországot kivezesse a háborúból. Nyilvános beszédeiben a biztos német győzelemről beszélt, titokban viszont tárgyalásokat folytatott a szövetséges hatalmakkal. Sikerült elérnie, hogy Magyarország 1943 őszén előzetes fegyverszüneti egyezményt kössön az angolszász hatalmakkal. Ez az egyezség azt tartalmazta, hogy amint szövetséges csapatok lépnek magyar földre, az ország szembefordul Németországgal.

### Voronyezs – a 2. magyar hadsereg felmorzsolódása

A keleti front 1942 novembere és 1943 márciusa között

A 2. magyar hadsereg a Magyar Királyi Honvédségnek az 1941/1942-ben érvényes hadrendben nem szereplő alakulata volt, amelyet 1942-ben állítottak fel, majd a keleti hadszíntérre küldték harcolni. A hadsereg 1943 januárjában a Don-kanyarban – a Sztálingrád körzetében vívott harcokkal egy időben – rendkívül súlyos veszteségeket szenvedett és felőrlődött a túlerővel szemben. 75-80 ezer katona esett el, 40 ezren estek fogságba, és csak 80 ezer katona tért haza, akiknek a többsége sebesült volt.
A későbbi történetírás elhallgatta vagy katasztrófaként ábrázolta a 2. hadsereg harcait. Valójában a szovjet hadseregek a német, olasz és román csapatok arcvonalát is áttörték, a 2. magyar hadsereg veszteségei nem voltak elkerülhetők. A súlyos veszteségek ellenére a szovjet hadműveleti terveket sikerült megakadályozni, s mindezt a magyar csapatok hatékony páncélelhárítás nélkül, komolyabb tartalékok híján, rendkívüli (-25 Celsius-fokot elérő) téli hidegben vitték végbe.

### Német megszállás
A Kállay által folytatott politika már 1943 őszén a német vezetés tudtára jutott, így már akkor elkezdték kidolgozni Magyarország megszállásának tervét. A Margaréta-tervet viszont csak 1944. március 19-én hajtották végre. Erre az időre Hitler Ausztriába hívta tárgyalni Horthyt, hogy a magyar kormányzó ne tudja megakadályozni a megszállást. Horthy is csak később értesült a katonai akcióról. Ekkor úgy látta, már felesleges ellenszegülni a németeknek, így Kállay után Sztójay Dömét nevezte ki miniszterelnöknek (1944. március 22. – 1944. augusztus 29.).
A német megszállás után, 1944 áprilisában indult meg Magyarország tömeges bombázása a szövetséges légierő által.
Sztójay teljes mértékben kiszolgálta a németeket. Az ország valós irányítása a német vezetés által kinevezett Edmund Veesenmayer teljhatalmú magyarországi megbízott kezében volt. Megkezdődtek a politikai tisztogatások – a német hadsereggel együtt a Gestapo is megérkezett. Magyar politikusokat, országgyűlési képviselőket tartóztattak le és hurcoltak koncentrációs táborokba. Az új kormány feloszlatta a pártokat és a szakszervezeteket, a tisztogatás egészen mélyre hatolt. Sztójay emellett, hogy bizonyítsa elkötelezettségét Németország mellett, a keleti frontra küldte az I. magyar hadsereget.
1944 augusztusában a román hadsereg átállt a szövetségesek oldalára. Ez a fordulat megváltoztatta a németek helyzetét a délkeleti fronton és segítette az orosz előrenyomulást. Horthy ekkor elkezdte előkészíteni a kiugrást a háborúból. Augusztus 29-én Sztójayt leváltotta és Lakatos Gézát nevezte ki miniszterelnöknek (1944. augusztus 29. – 1944. október 16.). Horthy azonban nem vonta be a katonai előkészítésbe a Magyar Frontot, ami az ellenzéki pártokból szerveződött.

### A keleti front eléri Magyarországot
1944-től kezdve, amint a keleti front megközelítette a Kárpát-medencét, a magyar háborús erőfeszítések tovább növekedtek, ekkor mozgósították német kérésre az 1. magyar hadsereget. Jóllehet elsősorban az Északkeleti Kárpátok védelmére szánták, a német fronton keletkezett mintegy 200 km-es rés betömése céljából az 1. magyar hadsereget Galíciába vezényelték. Az áprilisi offenzíva részleges sikerei után július 22-én erős szovjet támadás érte a magyar csapatokat, így azok megkezdték a visszavonulást. Horthy Miklós parancsa értelmében a hadsereg csak Magyarország felé vonulhatott vissza, ezzel megakadályozta, hogy a németek Dél-Lengyelországba csoportosítsák az alakulatokat. Az 1. lovashadosztályt és az 5. hadosztályt ellenben a németek a varsói felkelés leverése céljából kívánták felhasználni, de ezen, lengyelekkel szimpatizáló alakulatok is visszatérhettek Magyarország területére.
Az 1. magyar hadsereg létszáma 1944 augusztusában elérte a 200 000 katonát, és berendezkedtek a kiépített védelmi vonalakban, egészen a Hunyadi-vonalig, amely a legkülső, már a határokon kívül létesített elő-akadályrendszer volt. A 4. Ukrán Front támadta az Északkeleti Kárpátokat, amelyet éppen az 1. magyar hadseregen és a védelmi vonalakon való áttörésre szerveztek meg a szovjetek, céljuk Ungvár és Munkács közvetlen elérése volt. A szovjet haderők nem tudták áttörni a magyar állásokat – mivel az 1. hadsereg október 17-éig tartotta a Kárpátok védvonalait – hanem Románia átállását követően megkerülték azokat. Az 1. magyar hadsereg szétszóródott alakulatainak egy része némi csehszlovákiai kitérő után a Dunántúlon gyűlt össze.
1944. augusztus 30-án mozgósították a 3. hadsereget, tekintettel Románia átállására és a 2. Ukrán Front Dél-Kárpátok felőli betörésére (lásd: Dél-erdélyi hadjárat (1944)). A hadsereg 1944 szeptemberében vívott hullámzó harcokat Arad és Nagyvárad térségében a 2. Ukrán Fronttal. Szeptember 29-én a nagyváradi repülőtér körül alakultak ki harcok, amit a magyar–német csapatok visszafoglaltak és október 4-ig tartották azt. Azonban a szovjet-román erők célja Debrecen és Nyíregyháza volt. A német páncélos egységekkel erősített magyar védelem több sikeres ellenlökést hajtott végre, azonban a magyar haderő gyakorlatilag német parancsnokság alá került. A 2. és 3. hadsereg hadrendje felborult, egységeiket az éppen szükséges frontszakaszokon vetették be a német haditerveknek megfelelően. A Debrecen–Nyíregyháza vonalra kijutó szovjetek és a német páncélos erők között bontakozott ki a hortobágyi páncéloscsata.

### A hátország
A magyar társadalom 1944 előtt még nem érezte a háború valódi következményeit, csupán ízelítőt kapott belőle. Az első években nőtt a termelés és megszűnt a munkanélküliség, a hadigazdaság Magyarországon is bevált. Az életkörülmények sem romlottak olyan nagy mértékben, mint az első világháború után. Bár az 1940–41-es években bevezették a jegyrendszert, az ellátás 1944 őszéig viszonylag zavartalan maradt.

## A Szálasi-korszak

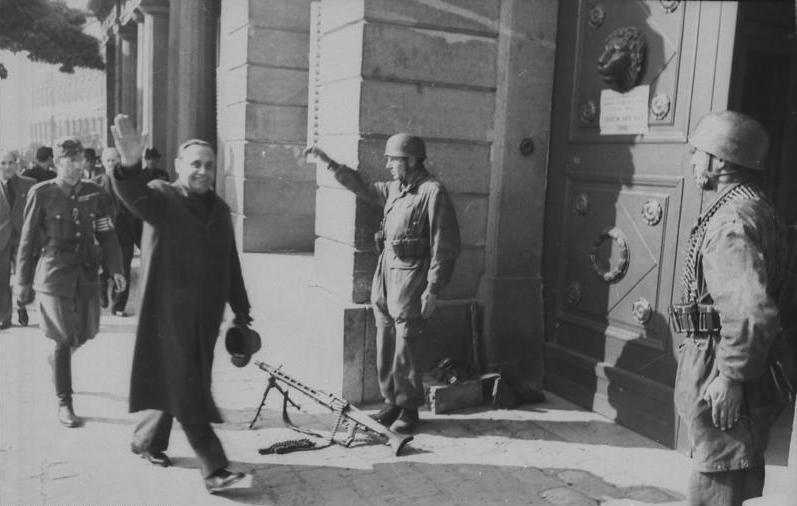
Szálasi Ferenc belép a Sándor-palotába október 16-án

### A kiugrási kísérlet
1944. október 11-én egy magyar küldöttség aláírta a fegyverszünetet Moszkvában, miszerint Magyarország visszavonul a trianoni határok mögé és hadat üzen Németországnak (ekkor dúlt Debrecen mellett a tankcsata). Ennek megfelelően Horthy október 15-én rádióbeszédében bejelentette Magyarország kiugrását. Azonban a Gestapo is cselekedett – 15-én délelőtt elrabolta ifjabb Horthy Miklóst és megzsarolták a kormányzót, aki október 16-án lemondott, akárcsak a Lakatos-kormány és ezzel véget ért a Horthy-korszak.

### A nyilas uralom
A németek Horthy lemondása után Szálasi Ferencet, a nyilasok vezérét bízták meg kormányalakítással. Ekkor Észak-Erdély és a Tiszántúl már orosz kézen volt. Szálasi elrendelte a totális mozgósítást, kiskorúakat is behívott a hadseregbe és teljesen kiszolgáltatta Magyarországot a németeknek.
Bajcsy-Zsilinszky Endre vezetésével 1944 őszén megalakult a Magyar Nemzeti Felkelés Felszabadító Bizottsága, azonban a kisgazda politikust letartoztatták és kivégezték. Szálasi nem tudott úrrá lenni a kialakult helyzeten.

### Budapest ostroma
Az első szovjet páncélos 1944. november 3-án jelent meg a város határában, és Budapest 102 nap múlva adta meg magát. A védők mintegy ötven napig álltak ellen a szovjetek ostromának, habár készleteik legnagyobb részét már az összecsapás első napjaiban elvesztették, hiszen azokat külvárosi raktárakban tárolták, amelyek hamar az ostromlók kezére kerültek. A civil lakosság kitelepítésére nem került sor, és ezért sok civil áldozatul esett a véres küzdelemnek, amelynek hevességét a kortársak a sztálingrádi csatáéhoz hasonlították.
Az ütközet kezdő időpontjára több eltérő meghatározás is létezik: október 29-én indította meg a 2. Ukrán Front első támadását a főváros megszerzésére (a szovjet történetírás ezt veszi alapul); december 25-én zárult be a szovjet ostromgyűrű Budapest körül és december 29-én adták át a szovjet parlamenterek a német városparancsnokságnak a megadásra felszólító ultimátumot. Ez utóbbi elutasítása után indultak meg a tényleges harcok a városban. A szovjet csapatok először a pesti oldalon lévő ellenállást számolták fel, majd megkezdték a budai oldal, illetve a budai vár bevételét. Hogy akadályozzák őket a Dunán való átkelésben, a németek a két városrészt összekötő hidakat felrobbantották.
A németek több felmentő akciót is megkíséreltek indítani a szorult helyzetbe jutott védők megsegítésére. Azonban egyik alkalommal sem sikerült elérniük a várost, annak ellenére, hogy a keleti fronton szolgáló német páncéloshadosztályoknak mintegy a fele Magyarországon tevékenykedett. Ezeknek a hadműveleteknek amúgy sem a védők kimenekítése volt a célja, hanem újabb csapatok juttatása a városba. Végül a védők Adolf Hitler parancsa ellenére is a kitörés mellett döntöttek, és február 11-én este megkezdődött a kitörési kísérlet, amelynek során azonban csak egy maroknyi katona érte el a baráti vonalakat, és a védelem parancsnokainak nagy része is fogságba esett. A város ezután nem sokkal, február 13-án került teljesen szovjet irányítás alá.
Az ostrom alatt és után több tízezer civil lakost hurcolt el „málenkij robot”-ra a fővárosból és környékéről a szovjet hadsereg, azért hogy meglegyen a Malinovszkij marsall jelentéseiben szereplő 138 000 főnyi hadifogoly. A kényszermunka-táborokba szállított emberek többsége csak évekkel később vagy egyáltalán nem érkezett haza.

### Bécs felé
A budapesti harcokat követően a szovjetek célja Bécs volt, de még heteken át harcoltak az ország nyugati részén a rossz időjárási körülmények között, mire április elején Burgenlandnál osztrák területre értek. Bécs után Berlin, majd Prága ostroma következett, végül májusra a háború a szövetségesek győzelmével, Magyarország vereségével ért véget, amit az évtizedeken át tartó szovjet megszállás, illetve befolyás követett.

## Magyar holokauszt
Az antiszemitizmus a két világháború között főleg a vesztes központi hatalmak területén erősödött fel: míg a tőrdöfés-elmélet (Dolchstoß) a zsidóságnak tulajdonította a háborús vereséget, addig mások a zsidók forradalmi és szocialista irányzatokban való felülreprezentáltságát hangoztatták, de zsidóellenesség az antikapitalizmussal és a modernitás-kritikákkal is összefüggött. A harmincas évekbeli Magyarországon sokan elsődleges szociálpolitikai feladatként tekintettek a zsidó vagyon újrafelosztására, azonban ez a jogállamiság és a Bethlen István nevével fémjelzett konzervatív csoport pozíciója miatt sokáig csak terv maradt.
1939. május 5-én elfogadták a II. zsidótörvényt. Ez már faji alapon határozta meg, hogy ki számított zsidónak – korlátozták választójogukat, 6%-ra maximálták helyüket az értelmiségi pályákon. 1941. augusztus 8-án a parlament elfogadta a III. zsidótörvényt, amely tiltotta a zsidó és nem zsidó közti házasságot.
Magyarország a német megszállásig viszonylagos biztonságot nyújtott a zsidóknak, amiért szemrehányásokat is kapott a németektől. A zsidótörvényeket is német nyomásra hozták a magyar kormányok, de ez a helyzet azonban 1944. márciusától gyorsan megváltozott és a Sztójay-kormány alatt elkezdődtek a deportálások. A német megszállókkal Adolf Eichmann is az országba érkezett, hogy összeírja a magyarországi zsidókat. A nagyobb városokban gettókat állítottak fel és akárcsak másutt, sárga Dávid-csillagot kellett viselniük.
Április közepe és május vége között a vidék szinte teljes zsidó lakosságát gettókba és gyűjtőtáborokba zárták. Ezt követően május 15. és július 9. között pedig a holokauszt legnagyobb deportálási akciójának keretében mintegy 430 ezer embert deportáltak Magyarország területéről. Csak tavasszal, körülbelül 400 ezer zsidó származású magyart gyűjtöttek össze és szállítottak marhavagonokban Auschwitzba. Az első gyűjtőtábor április 16-án kezdte meg működését Kárpátalján – 1990 óta ez a nap a magyar holokauszt emléknapja. A budapesti zsidóság deportálását júliusra tervezték, azonban Horthy kormányzó itt közbe tudott avatkozni és leállította az akciót.
A nyilasok hatalomra kerülése után a bombázások által megrongálódott vasutak miatt már nem szállítottak el több embert. A nyilas kormányzat a budapesti gettóba 70 ezer zsidót zsúfolt, további 50–70 ezret pedig gyalogmenetben indítottak el Németország felé. Gyakoriak voltak a visszaélések, minden alap nélküli kivégzések az utcákon és a Duna-parton. A kialakult helyzetben volt több olyan személy is, aki menedéket nyújtott számos bujkáló zsidónak (pl. Friedrich Born, a Nemzetközi Vöröskereszt képviselője, Angelo Rotta, pápai nuncius, Carl Lutz svájci konzul és Raoul Wallenberg svéd követségi titkár).
1941 és 1945 között több mint 400 000, a mai országterületről 200 000 zsidó vagy zsidónak minősülő vesztette életét.

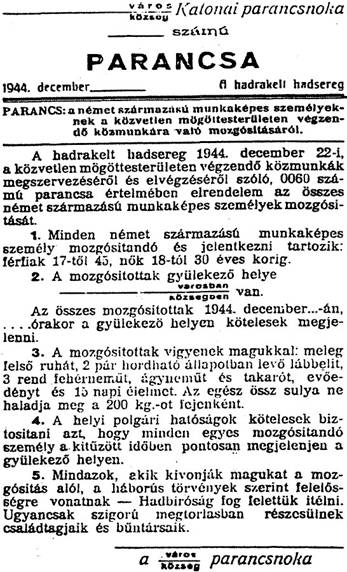
A 0060. számú parancsot kihirdető falragasz

## Málenkij robot
Az ország területének elfoglalása után végrehajtott szovjet fogolygyűjtő akciók a megtorlás, az etnikai és politikai tisztogatás, valamint a kényszermunkásszerző akciók sorába illeszkedtek. A szovjet Vörös Hadsereg által elfoglalt magyar területeken romeltakarításra való hivatkozással fegyveres szovjet katonák a nyílt utcáról gyűjtöttek, és vittek el magyar civileket. A Vörös Hadsereg 1944. december 22,én kiadott 0060. számú parancsára gyűjtötték össze és hurcolták el (az elsősorban német nevű) férfiakat 17-től 45 éves korig és a nőket 18-tól 30 éves korig.
A legenda szerint, ezeknél a kényszerítő eseményeknél a szovjet katonák a civilek megnyugtatásaként ismételgették a „маленькая работа” (átírva malenykaja rabota, magyarul: kis munka) orosz kifejezést, amivel azt próbálták elérni, hogy a civilek megnyugodjanak, hogy munkájukra csupán rövid ideig lesz szükség. A magyar nyelvben „málenki robot” néven rögzült a Szovjetunióban végzett kényszermunka elnevezése. A 2002-ig föllelt dokumentumok és a túlélők tájékoztatása alapján 1862 helységből 101 686 férfit, 29 212 nőt, összesen 130 898 személyt hurcoltak el málenkij robotra. 2005 végéig az orosz Háborús Emlékbizottság szakemberei 66 277 fő, a táborokban meghalt fogoly nevét találták meg a dokumentumokban. A foglyok többségének halálát nem lehet dokumentálni, mert a gyűjtőtáborokban vagy a kiszállítás közben haltak meg.
A málenkij robot kemény fizikai munkát jelentett (romeltakarítás, építkezés, bányászat), melyre módszeresen válogattak össze férfiakat és nőket egyaránt, akik aztán akár öt évig is kényszermunkát végeztek valamelyik szovjet iparvidéken. Az elhurcoltakról az itthon maradottak csak elvétve jutottak információhoz, legalább egyharmaduk odaveszett. A hazatérők a kommunista magyar kormányoktól semmiféle segítséget sem kaptak, és évtizedekig hallgatásra voltak kényszerítve. A téma a kommunizmus idején tabu volt, csak a kilencvenes évektől kapott nyilvánosságot, a részletek feltárása mind a mai napig tart.
A málenkij robot a zsidónak minősített magyarok kiirtása és a Magyar 2. hadsereg Don-kanyari pusztulása mellett a világháború három legnagyobb magyar tragédiájának egyike.
A kárpátaljai és azzal szomszédos bodrogközi, Ung vidéki, tiszaháti begyűjtések – a munkaerőszerzés mellett – etnikai tisztogatásnak tekinthetők.

## Szovjet csapatok „ideiglenes” állomásozása
A szovjet Vörös Hadsereg és a vele szövetséges román, bolgár és jugoszláv haderő (a 3. jugoszláv hadsereg – kötelékében a vajdasági magyarokból szervezett magyar vezényleti nyelvű Petőfi-brigáddal –, az 1. bolgár hadsereg, illetve az 1. és a 4. román hadsereg) 1944–45-ben, a második világháború végén foglalta el Magyarországot, kiűzve a német katonákat és a velük szövetséges haderőt, amit akkor és utána negyvennégy évig hivatalosan felszabadításnak neveztek.
1945. április 4-én a szovjet 6. gárda-harckocsihadsereg, a 4., 9. gárdahadsereg és a 46. hadsereg megkezdte Bécs ostromát. Április 4. után, Nemesmedves szovjet elfoglalását követően a visszavonuló német-magyar alakulatok közigazgatásilag önálló magyar községet már nem tartottak, elkezdődött Magyarország szovjet megszállásának időszaka.
A háborút lezáró 1947-es párizsi békeszerződés 22. cikkelye értelmében minden szövetséges sereget vissza kellett vonni a szerződés hatályba lépését követő 3 hónapon belül, de ugyanez a rendelkezés megengedte a szovjet kormánynak, hogy olyan fegyveres erőket tartson Magyarországon, „amelyre szüksége lehet ahhoz, hogy a Szovjet hadseregnek az ausztriai Szovjet megszállási övezettel való közlekedési vonalait fenntartsa.”
A kapcsolattartásra, az utánpótlás biztosítására, a telefon- és útvonalak őrzésére elegendő lett volna 2-3 lövész hadosztály is, de a szovjetek ennél jóval nagyobb haderővel voltak jelen Magyarországon. A megszálló csapatok nemcsak a fő közlekedési utak mentén állomásoztak, hanem azoktól távolabb is letelepedtek.

## A második világháború magyarországi következményei

### Magyarország embervesztesége
A második világháború több emberáldozattal járt hazánkban, mint a 660 821 fő életét követelő első világháború. A teljes lakosság arányához viszonyítva Lengyelország, a Szovjetunió és Németország után Magyarország szenvedte el a legnagyobb népességveszteséget. 1941 és 1945 között a katonai veszteségeket 350 ezer főre, a civil lakosság veszteségét 60–100 ezer főre, a zsidó vagy annak minősülő lakosságét (az 1941-es országhatárok között) több mint 400 ezerre teszik.
A katonai veszteségek pontos, tárgyilagos megállapítására a rendszerváltozás után kerülhetett sor. A világháborús szovjet hadijelentések és azokat tényként kezelő hadtörténeti írások például eltúlozták a német és magyar személyi katonai veszteségeket: egyedül Budapesten 138 000 főnyi hadifogolyról beszéltek, holott Budapest 79 000 főnyi védőseregének nagyjából a fele elpusztult.

### Területi következmények
Már az 1944-es fegyverszünet érvénytelenítette Magyarország 1938–1941 közötti területgyarapodásait (az első és második bécsi döntést, Kárpátalja és a délvidéki területek egyes részeinek visszacsatolását), majd az 1947-es párizsi békeszerződés nyomán Magyarország a trianoni határoktól is kisebb területtel fejezte be a háborút.
Az első világháborút lezáró Párizs környéki békeszerződések Magyarország elleni stratégiai megfontolásból csehszlovák hídfőt képeztek Pozsonnyal szemben, a Duna jobb partján Pozsonyligetfalu Csehszlovákiához csatolásával. A párizsi béketárgyalásokon vetette föl a csehszlovák delegáció, hogy a magyarok ellen honvédelmi okokból szükség van a pozsonyi hídfő kibővítésére, öt magyarországi községgel. A tervezetben eredetileg Dunacsún, Horvátjárfalu, Oroszvár, Rajka és Bezenye szerepelt, de végül csak az első hármat ítélték Csehszlovákiának, ezzel újabb 62 km²-t elcsatolva Magyarországtól.
Kevéssé ismert, hogy a Szovjetunió Kárpátalján kívül is igényt formált egyes magyar területekre: a vásárosnaményi járás egésze és a fehérgyarmati járás három községe 1944 decemberétől néhány hónapig szovjet közigazgatás alá tartozott.